# گردشگری گروهی
مسافرت دسته جمعی با تأمین دو شرط به فعلیت در می‌آید.
- پیشرفت در تکنولوژی که حمل و نقل جمع زیادی را ممکن می‌سازد. بدون اینکه نیار به فضا و زمان زیادی داشته باشد تا به مراکز تفریحی برسند.
- عده بیشتری شروع به استفاده از اوقات فراغت نمایند.

پدر گردشگری گروهی نوین توماس کوک بود که در ۵ژوئیه ۱۸۴۱ اولین سفر بزرگ گروهی را سازماندهی کرد. او ترتیب سفر یک گروه ۵۷ نفری با هزینه هر نفر یک شیلینگ را برای کارکنان راه آهن داد که از لیچستر به لاگ بورو به مسافت ۱۱ مایل را طی نمودند. کوک عملاً در هر بخش از سفر تنها جزئی از هزینه‌های هر نفر را پرداخت می‌کرد مثلاً برای پرداخت تمام بلیط‌های قطار از تخفیف مبتنی بر قرارداد با راه آهن استفاده می‌شد. از امتیازات حذف مبالغ ورودی در تفریحگاه‌های خصوصی هم استفاده کردند. روش نرخ گذاری غذا هم روش پرداخت ورودی ثابت به ازای هر نفر و آزاد بودن صرف هر نوع غذا بود که معمولاً در جشنها و تعطیلات از این سیستم نرخ گذاری استفاده می‌شد. توماس کوک تدارک ارائه بسته‌های ایام تعطیل حاوی لوازم مورد نیاز مسافران را دید که البته در انگلستان و سپس در سراسر اروپا عرضه می‌شدند. چیزی نگذشت عده زیادی به تقلید از وی روی آوردند (مثل انجمن گردشگری پلی تکنیک، دین و داوسون و غیره) و در نتیجه این ضعف به سرعت در بریتانیا رشد کرد در عصر ویکتوریا رشد اصلی در میان طبقه متوسط جامعه بود که در مشاغل خود از مرخصی برخوردار شده بودند و می‌توانستند به سفرهای تفریحی بروند و حتی مدتی در سفر اقامت هم داشته باشند اقامتگاه آنان نیز توسط سازمانهای کارفرما تحت عنوان مسکن اداری تأمین می‌شد. قانون تعطیلی بانک ۱۸۷۱ برای کارگران حق قانونی استفاده از تعطیلات را به ارمغان آورد اگرچه در آن هنگام برای این مدت حقوقی به کارگران پرداخت نمی‌شد. در ربع چهارم قرن نوزدهم، تعطیلات کارگری در بریتانیا کاملاً جا افتاد و بیشتراین ایام هم صرف تفریح در ساحل می‌شد. گسترش راه آهن در قرن نوزدهم منجر به رشد شهرهای ساحلی بریتانیا گردید و آن‌ها را از مراکز روستایی دور افتاده به شهرهای پررونق تبدیل ساخت. در پی ساخت خط راه آهن بلک پول به فیلت وود و سرمایه‌گذاری‌های خود شرکت راه آهن مناطق تفریحی بسیاری در این امتداد شکل گرفتند از جمله مورکامبی و کلیتر و پس از دیگر مراکز می‌توانیم به اسکاربورو در یورک شایر اشاره کنیم؛ ص ۵ وستون – سوپر – میر که برای مردم نواحی بریستول نباشد و اسکگنس که ساکنین نواحی صنعتی شرق میدلندز به آن سرو شکل داده بودند نیز از همین زمره هستند. کوکینز در لندن مرکز تفریحی مهم در جنوبی تریم نقاط ساحلی این کشور شد. همچنین استفاده از قایقهای پدالی در رودخانه تایمز به همراه مراکز تفریحی براو داستیرز؛ برایتون؛ و ایست بورن از راه‌هایی بودند که راه آهن در حوزه‌های مختلف مثل بورنماوس بورگنورریگز و وی موث سبب رونق سفرهای گردشگری بودند. گردشگری به مدت یک قرن هنجار محسوب می‌شد و مسافرت خارجی صرفاً مخصوص اغنیا و شخصیت‌های فرهنگی بود. برخی از اهداف و مقاصد درون کشور مثل دریاچه دیستریک لیک و اسنودونیا برای ساکنین –‌های شهرها جذابیت زیادی داشتند و چشم‌انداز بسیار زیبایی داشتند در دهه ۱۹۳۰ مراکز کمپ تفریحی ویژه ایام تعطیل ظهور یافتند ولی این پدیده در دوران پس از جنگ به شدت رونق یافت. از جمله این اردوگاه‌های مشهور می‌توان به بولتینز و پونتیس اشاره کرد ولی شهرت آن ریشه در سفرهای اتباع خارجی و مواجهه روزافزون با جاذبه‌های آن‌ها برای گردشگران داشت. هرچه به اواخر قرن بیستم نزدیک تر می‌شدیم بازار گردشگری در داخل کشور داغ تر و داغ تر می‌شد و رفته رفته به شرکتهای هلنی هم تعمیم یافت مثل شرکت سنتز پارکز،شرکت Cox & Co که بعدها به Cox & Kings تغییر نام داد از سال ۱۷۵۸ فعال بوده‌است و کار اصلی آن تمهیدات جابجایی ارتش بریتانیا در سراسر اروپا بوده در حالیکه به عنوان یک عامل اصلی برای هنگ‌های مختلف ارتش فعالیت می‌کرد اقدامات پرداخت حقوق، تأمین پوشاک و ملزومات سفر نظامیان را هم به عهده داشت. در قرن نوزدهم شبکه دفاتر کار آنان حاوی بانک و دفاتر مسافران هم می‌شد. بعدها فعالیت گسترده‌ای در هند و حمل و نقل دریایی دریایی در فرانسه و خاورمیانه را هم به کارهای خود اضافه نمود. مرخصی با حقوق از دیگر عوامل تأثیرگذار بر توسعه صنعت گردشگری بود:
- ۵/۱ میلیون کارگر در سال (۱۹۲۵) از این امتیاز برخوردار شدند.
- وتا سال ۱۹۳۹ این جمعیت به ۱۱ میلیون نفر (یعنی ۳۰درصد جمعیت در خانواده‌ها) رسید.

در ایالات متحده اولین تفریحگاه‌های بزرگ ساحلی دنیا به سبک و سیاق اروپایی در آتلانتیس سیتی، نیوجرسی احداث شدند. در قاره اروپا اولین مراکز تفریحی عبارت بودند از اوستنده برای مردم بروکسل و بولون – سور- من پاس دوکالایس و دیویل (کالوادوس) (برای پاریسی‌ها).